# Vladimir Vujović
Vladimir Vujović (in serbo Владимир Вујовић?; Budua, 23 luglio 1982) è un ex calciatore e allenatore di calcio montenegrino e precedentemente jugoslavo, fino alla definitiva conclusione dell'esperienza federativa della Jugoslavia avvenuta nel 2003, nonché serbo-montenegrino, fino alla scissione della Serbia e Montenegro in due stati indipendenti occorsa nel 2006. Allenatore del PSIM Yogyakarta.